# Дневни телеграф
Дневни телеграф је био српски дневни таблоид средњег тржишта који је излазио у Београду од 1996. до новембра 1998. године, а затим и у Подгорици до марта 1999. године.
Био је то први приватни дневни лист у Србији после више од 50 година општег јавног власништва у комунизму . Основан и у власништву Славка Ћурувије, објављен у таблоидном формату са садржајем који је био намењен средњем тржишту, Дневни телеграф је задржао висок углед и читалаштво све време свог постојања.

## Историја
Лист је имао користи од личног односа власника и приступа Мирјани Марковић, супрузи председника Србије Слободана Милошевића . Добијајући константан ток релевантних информација из тако врхунског извора, новине су изградиле знатан број читалаца и сталан извор прихода.
Ову везу Ћурувија-Марковић је Александар Тијанић (Ћурувијин пријатељ и колега, који је раније 1996. кратко време обављао функцију министра информисања у првом кабинету Милошевићевог лојалисте Мирка Марјановића ) описао као „пакт о ненападању, а не пријатељству“. а касније 2004. године, три и по године након свргавања Милошевића, постао генерални директор РТС -а) у комеморативном документарцу Кад режим стреља који је премијерно приказан 1. фебруара 2006. на РТС -у. У истом документарцу Ћурувијина ванбрачна супруга Бранка Прпа додала је да је договор са Мирјаном Марковић везан за захтев владајућег пара да се лист уздржи од писања о активностима њихово двоје одрасле деце — Марка и Марије. Ћурувија им је, наводно, радо испунио ту жељу у замену за релевантне дневне политичке информације. Тијанић је такође рекао да су информације из овог високо информисаног извора омогућиле Ћурувији и Дневном телеграфу да током година саставе стотине насловних страна, развијајући притом велики кадар и лојалну читалачку публику. Прпа је даље рекао: „Њихов однос је био усредсређен на разговоре један на један у које је Славко вероватно учествовао, као и други новинари у то време, надајући се да ће је испровоцирати и можда изманипулисати да открије више него што је првобитно планирала, али како је време пролазило на мислим да су они постали они којима се манипулише“.

### Почињу проблеми
Невоље за Дневни телеграф почеле су у октобру 1998. године када је Влада Србије на челу са премијером Мирком Марјановићем донела уредбу ( уредбу ) којом се утврђују посебне мере у светлу претње НАТО бомбардовања. Уредбом је 14. октобра 1998. године владино Министарство информисања на челу са Александром Вучићем одлучило да забрани издавање дневних листова Дневни телеграф, Данас и Наша борба .
У случају Дневног телеграфа разлог за ову радикалну мјеру наведен је као наводно "ширење дефетизма пуштањем субверзивних наслова чланака". Након протеста и притисака домаћих невладиних организација и страних влада, забрана је укинута 20. октобра 1998, да би је заменио злогласни нови Закон о информисању који је донет истог дана.
Очигледно, „пакт о ненападању“ између Мире Марковић и Славка Ћурувије је био искључен. У време када је НАТО претио ваздушним ударима, режим је из секунде у други био све радикалнији. Прави разлог нагле промене става када су независни медији у питању, бар у Ћурувијином случају, вероватно лежи у чињеници да су и Дневни телеграф и његов сестрински двонедељник Европљанин (издавач исте кровне компаније) врло отворено извештавали о погоршање ситуације у српској јужној покрајини Косово током целог лета и јесени 1998. Лист је такође био веома критичан према строгом закону о универзитету режима који је високошколским установама у Србији практично одузео академску аутономију.
Владајућа коалиција коју чине СПС, СРС и Југословенска левица спремала се да донесе још један драконски закон - нови Закон о информисању који би јој дао огромна овлашћења када је реч о кажњавању и дисциплиновању медија.
После непријатне размене са Миром Марковић током недеље када је Дневни телеграф био забрањен - њихов последњи разговор - Ћурувија је прихватио предлог Александра Тијанића (и он је тада писао за Европљанин ), а њих двојица су саставили оштро срочено отворено писмо Милошевића под насловом 'Шта даље, Слобо?' потписан од обојице. Објављен је у броју Европљанин који је изашао 19. октобра 1998. године, дан пре хитног доношења Закона о информисању у Народној скупштини .
Реакција режима је била брза. Особљу је уручен касноноћни позив на суд због оптужбе Патриотске алијансе ( Патриотског савеза), фантомске организације која није постојала раније – очигледан покушај да се прикрије чињеница да иза њих стоје Југословенска левица и Мира Марковић. све. После једнодневног суђења 23. октобра 1998. године, председавајући судија Мирко Ђорђевић је изрекао Европљанину новчану казну од 2,4 милиона ИУМ (~ ДМ 350.000) по новом Закону за „угрожавање уставног поретка“, чак и ако се инкриминисано питање појавило у потпуности. дан пре доношења закона.
У недељу увече, 25. октобра 1998. године, полиција је ушла у просторије Дневног телеграфа и заједничке канцеларије Европљанин, које се налазе на 5. спрату зграде Борбе, и запленила цео штампу Дневног телеграфа следећег дана. Пошто су на жиро-рачуну ДТ преса (Ћурувијина фирма, издавач оба листа) затекли само 2 динара, полиција им је приступила одузимању пословне имовине, чиме је покрило око 60.000 динара дугованог износа. То је такође значило да ниједна публикација није могла да се настави. Поред тога, полиција је ушла и у стан Ивана Тадића, извршног директора ДТ Пресса и одузела му намештај за који је проценила да вреди око 1.100 ДМ. Покушали су да уђу и у станове власника фирме Славка Ћурувије, као и Драгана Бујошевића, главног и одговорног уредника Европљанина, али су се одлучили против тога, вероватно из страха од већег медијског одговора.
После две недеље принудне паузе, у суботу, 7. новембра 1998. изашао је следећи број Дневног телеграфа са Отпором! Лого стиснуте песнице на насловној страни заједно са огласом покрета који позива на мирни отпор властима. Режим је одмах реаговао. Након што је натерала Политику АД да престане са дистрибуцијом Дневног телеграфа и Борбу да јој укине привилегије штампања, притиснула је и још једну приватну изјаву ( прекршајну пријаву ). Овога пута од стране једне Братиславке Бубе Морине из "Удружења жена Југославије" ( Савез жена Југославије ), још једне фантомске организације. Госпођа Морина је навела да је Дневни телеграф "покушао насилно да уништи уставни поредак Југославије" објављивањем огласа који "угрожава жене и децу Југославије". У другом брзом суђењу 8. новембра 1998. новине су кажњене новчаном казном од 1,2 милиона ИУМ (120.000 америчких долара). Ово би се показало као последњи ексер у његовом сандуку у погледу наставка објављивања у Србији .
Око 22 сата, 9. новембра 1998. године, двадесетак службеника Управе јавних прихода Србије запленило је цео тираж Дневног телеграфа који је требало да буде дистрибуиран следећег дана.

## Селидба у Подгорицу
Ћурувија је одлучио да продукцију пресели у Подгорицу где је следећи број изашао из штампе 17. новембра 1998. године.
Проблем је сада постао свакодневно транспортовање папира назад у Србију. Пошто је Дневни телеграф званично забрањен због неплаћања великих казни, морао је бити прокријумчарен и тајно продат. Већина серије је редовно заплењена, али би одређени број примерака обично успео да прође.
Пошто је сада био у исцрпљујућем отвореном сукобу са режимом, финансијски оскудан Ћурувија се први пут обратио за финансирање америчким организацијама попут Националне задужбине за демократију .  Такође, путем контаката, договорио је да говори пред Хелсиншком комисијом Конгреса Сједињених Држава почетком децембра 1998.
Код куће, Дневни телеграф је наставио да се штампа у Црној Гори и кријумчари у Србију, уз сталну претњу да ће финансијске оптужбе бити претворене у кривичне.
У листу је 5. децембра 1998. године изашао текст о убијеном хирургу Александру Поповићу у којем се тврди да је покојни критиковао министра здравља Милована Бојића . Министар је одговорио тужбом на основу "укаљане части и угледа" по новом закону о информисању. То је резултирало још 450.000 динара казне за лист.
Неколико месеци касније, у марту, јавни тужилац је поднео кривичну пријаву у случају Бојић против Ћурувије, као и двојице новинара Дневног телеграфа, Срђана Јанковића и Зорана Луковића, због „ширења лажних информација”. То је довело до још једног брзог суђења 8. марта 1999. и 5-месечне затворске казне за тројицу.
Крајем марта 1999. године, пошто је постало извесно да ће НАТО ускоро започети ваздушну кампању против Србије, Ћурувија је одлучио да не жели да настави са објављивањем у таквим околностима. Он је одлуку саопштио на, како се испоставило, последњем састанку особља, а такође је додао да се нада да ће се сви видети када се ваздушни напади окончају. Новине су престале да излазе у среду, 24. марта 1999. године - првог дана ваздушних удара. Вриштећи наслов на насловној страни прошлог броја био је "Спречите рат".
То се, нажалост, никада није догодило, јер је на Ускрс 11. априла 1999. године, усред НАТО бомбардовања СР Југославије, убијен Славко Ћурувија.
Тиме је уједно означен и крај Дневног телеграфа.